# Marianne Treschow
Karin Marianne Treschow, under en period von Glehn, född 29 maj 1941 i Oscars församling i Stockholm, död 9 april 2017 i Danderyds distrikt, var en svensk generaldirektör. 
Marianne Treschow blev den 1 juni 2004 tillförordnad generaldirektör för Post- och telestyrelsen och var samma myndighets ordinarie generaldirektör från den 18 december 2004 till den 31 december 2009.
Treschow invaldes 2005 som ledamot av Kungliga Ingenjörsvetenskapsakademiens avdelning VII. 2006 utsågs hon till Sveriges mäktigaste kvinna inom IT av Computer Sweden.
Hon var filosofie doktor och docent i oorganisk kemi och var tidigare verksam vid Naturvetenskapliga Forskningsrådet.